# Mistrz (film 2005)
Mistrz – polski film fabularny z 2005 roku w reżyserii Piotra Trzaskalskiego, według scenariusza Piotra Trzaskalskiego i Wojciecha Lepianki.

## Obsada
- Konstantin Ławronienko − jako Mistrz
- Jacek Braciak − jako Młody
- Monika Buchowiec − jako Anna
- Teresa Branna − jako Andżela
- Aurelia Georges − jako Elodie
- Krystyna Starościk-Labuda
- Bartosz Picher
- Roman Wołosik
- Stefan Knothe
- Marcin Adamczewski
- Magdalena Dzierżek
- Konstanty Szwemberg
- Piotr Bienias
- Monika Badowska
- Aleksander Jasiński
- Stefan Rola
- Wiktor Ubysz
- Adam Kowalski
- Maciej Ferlak
- Piotr Kondrat
- Elżbieta Śnigórska
- Ewa Bogucka
- Anna Bławut
- Cyprian Śliskowski

## Fabuła
Mistrz (Konstantin Ławronienko) jest cyrkowcem. Specjalizuje się w rzucaniu nożem. Za swoje pijaństwo zostaje wyrzucony z pracy. Odbywa podróż, która na zawsze zmienia jego życie. Wraz ze swoją asystentką Andżelą (Teresa Branna) wybierają się do Paryża. Na swojej drodze spotykają akordeonistę (Jacek Braciak) oraz Annę (Monika Buchowiec), w której tytułowy Mistrz się zakochuje.